# ワイルズによるフェルマーの最終定理の証明

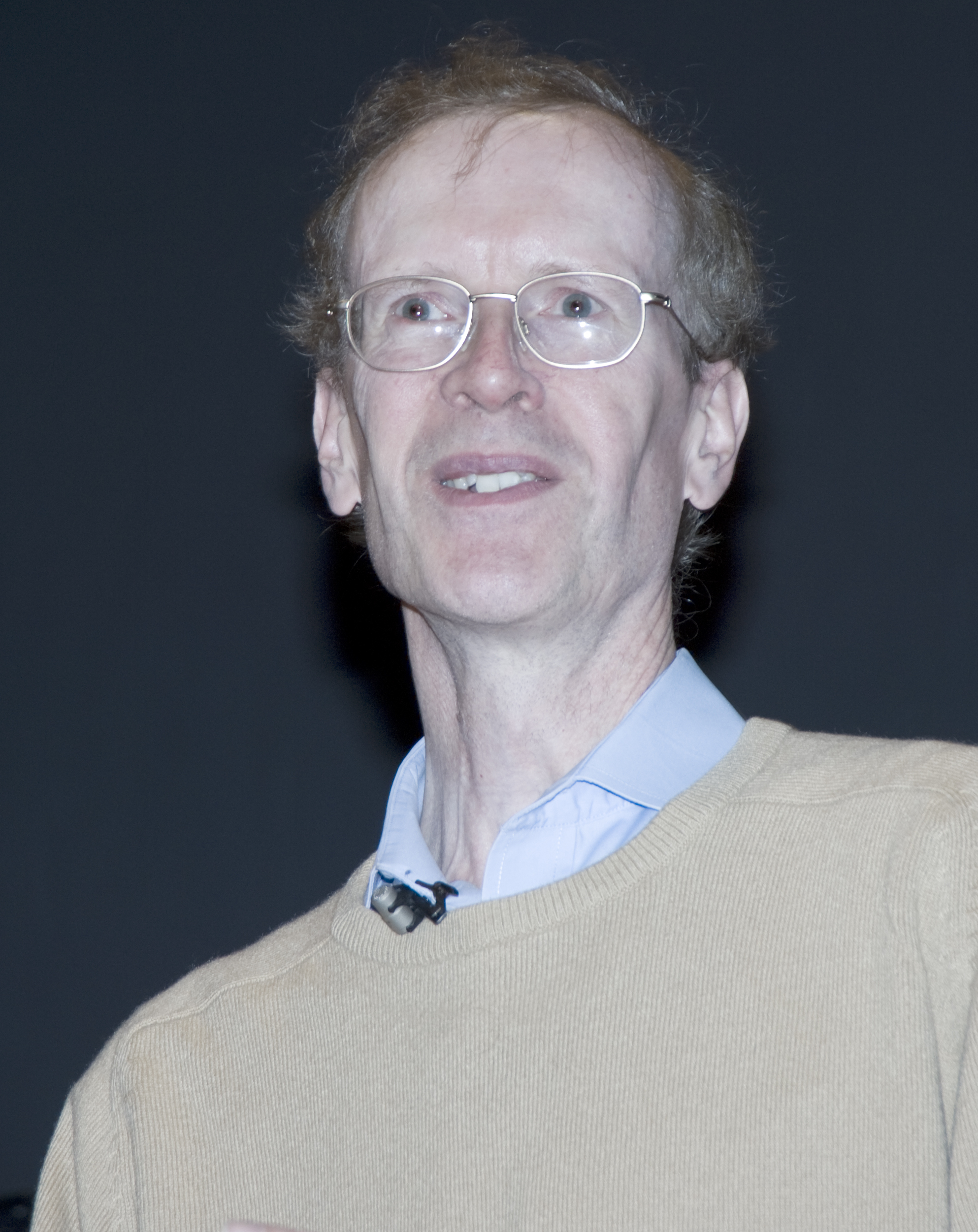
アンドリュー・ワイルズ

ワイルズによるフェルマーの最終定理の証明（ワイルズによるフェルマーのさいしゅうていりのしょうめい）は、イギリスの数学者であるアンドリュー・ワイルズによってなされた、楕円曲線に関するモジュラリティ定理の特殊な場合の数学的証明である。リベットの定理と組み合わせることでフェルマーの最終定理の証明を与える。フェルマーの最終定理とモジュラリティ定理（谷山・志村予想）はともに、当時の知識で証明することは現実的にほぼ不可能であると同時代の数学者の多くは考えていた。
ワイルズは1993年6月23日、「モジュラー形式、楕円曲線およびガロア表現（Modular Forms, Elliptic Curves and Galois Representations.）」と題されたケンブリッジ大学の彼の講演にて最初に証明を発表した。しかし同年9月、証明に1ヶ所誤りが含まれていることが判明した。1年後の1994年9月19日、ワイルズは彼自身が「今までの職務においてもっとも重要な瞬間」と呼ぶアイデアを得た。彼はこれに関して「信じられないほど美しく…とてもシンプルでかつエレガント」なアイデアと語っており、これによって証明を数学者のコミュニティが受容する水準にまで正すことができた。この正しい証明は1995年に発表された。
ワイルズの証明は代数幾何学・数論のテクニックを多用しており、これらの数学分野から派生した成果を多く含んでいる。また、彼の証明はスキームの圏や岩澤理論などの、フェルマーが知りえなかった20世紀以降のテクニックを含む現代代数幾何学の一般的な構成を使用している。
証明を含む2本の論文は129ページの長さで、証明を構成するのにワイルズは7年を費やした。この証明について、ジョン・コーツは数論の最高の成果の1つであると、またジョン・ホートン・コンウェイは20世紀を代表する証明であると述べた。ワイルズがとったフェルマーの最終定理を証明する戦略は、楕円曲線の「半安定」と呼ばれる特殊な場合についてモジュラリティ定理を証明することであり、強力な保形性持ち上げ定理というテクニックを確立し、他の数々の問題に対しても全く新しいアプローチの道を開いた。フェルマーの最終定理の解決に対して、ワイルズはナイトの称号を与えられたほか、2016年のアーベル賞等の名誉が与えられた。ワイルズがアーベル賞を受賞することが発表されたとき、ノルウェー科学文学アカデミーはワイルズの業績を「素晴らしい証明（"Stunning proof"）」と表現した。

## 背景

### フェルマーの最終定理
1637年に書き表されたフェルマーの予想は、n > 2 の自然数 n について
{\displaystyle a^{n}+b^{n}=c^{n}} （フェルマー方程式）
を満たす自然数 a, b, c の組み合わせは存在しないということを述べている。

### 特定の指数に関する部分的な解
フェルマーが予想を書き残してからワイルズの最終的解決まで350年以上の間、多数の数学者・アマチュアが定理を証明しようと試みた。特定の指数の場合、およそ400万までの n に対して正しいことが、当初は手計算、のちにコンピューターによって確認された。
しかし、n > 2 の一般的な場合については、証明はおろかヒントすら見つからなかった。

### 谷山・志村予想
1950-60年代、志村五郎は谷山豊から着想を得て、楕円曲線とモジュラー形式が互いにつながりを持っているのではないかと示唆した。これは後に「すべての有理数体上に定義された楕円曲線はモジュラーであろう」という予想として定式化され、谷山・志村予想として知られるようになった。西洋においてはこの予想がアンドレ・ヴェイユの1967年の論文によって広まったため、しばしば谷山・志村・ヴェイユ予想と呼ばれている。
この予想は、当時全く異なるものと一般には考えられていた最先端の数学的概念が、実際は同じもので見方が異なるだけであるということを述べており、真ならば理論的に素晴らしく首尾一貫したものであった。1980年頃までには多くのエビデンスによって広く真であると考えられるようになったが、証明あるいはそれに至るアプローチの発見は絶望視されていた（後述）。

### フライ曲線
1960年代後半、イヴ・エルゴーシュはフェルマー方程式の解 a, b, c を全く別の数学的概念である楕円曲線と関連付けることを思いついた。それは次の関係を満たす ( x , y ) 座標平面上のすべての点によって作られる曲線であった。
{\displaystyle y^{2}=x(x-a^{n})(x+b^{n})}
1982-1985年、ゲルハルト・フライはこの楕円曲線の特殊な性質に着目し、フェルマー方程式を満たす自然数 a, b, c が存在するならば、曲線の判別式は
{\displaystyle \Delta ={\frac {1}{256}}(abc)^{2n}}
となり、このような楕円曲線はモジュラーたりえないだろうと予想した。これは「すべての楕円曲線はモジュラーである」とする谷村・志村予想と矛盾する。したがって、谷山・志村予想を証明・反証した場合はフェルマーの最終定理もまた同時に証明・反証されることになる、というアイディアをフライは提示した。このアイディアは谷村・志村予想とフェルマーの最終定理との架け橋となり、この楕円曲線はフライ曲線と呼ばれた。
1985年、フライの予想はジャン・ピエール・セールによって定式化され、フライ曲線がモジュラーではないことが部分的に証明された。セールの主な関心はある種のガロア表現のモジュラー性に関する予想（セール予想）にあり、彼は完全な証明を与えなかったので、欠けていた部分はイプシロン予想（ε-予想）と呼ばれた。
セールの証明は完璧ではなかったものの、半安定状態の楕円曲線とフェルマーの最終定理のつながりをほぼ確実なものとするに至った。

### リベットの定理
1986年夏、ケン・リベットはイプシロン予想を証明することに成功した。論文は1990年に発表され、リベットの定理として知られるようになった。リベットはこの証明により、フライが示唆したフェルマーの最終定理とフライ曲線との関係性をも証明した。つまり、半安定楕円曲線に対して谷山・志村予想を証明すれば、リベットの定理と組み合わせることで、フェルマーの最終定理を証明できることが確定したのだった。
数学的に表現すれば、リベットの定理は楕円曲線に関連付けられたガロア表現が（フライ曲線が持つ）ある種の性質を持つならば、その楕円曲線はモジュラーでないことを示し、そのガロア表現を生じさせるようなモジュラー形式もまた存在しないことを示した。
しかしながら、このようなセールとリベットによる研究の進展とは裏腹に、谷山・志村予想によるフェルマーの最終定理へのアプローチは現実的には適用できないと広く考えられていた。これは谷山・志村予想が当時知られていた知識だけでは全く証明できそうにないと見られていたためである:203–205, 223, 226。例えば、ワイルズのかつての指導者であるジョン・コーツは「（谷山・志村予想は）全く証明できそうにない」:226と述べたし、ケン・リベット自身も「証明ができないだろうと考えていた大勢のうちの１人」だと言っていた:223。

## アンドリュー・ワイルズ
リベットのイプシロン予想の証明を聞き、楕円曲線を研究していたイギリスの数学者アンドリュー・ワイルズは、谷山・志村予想の証明を秘密裏に進めることを決心した。これはワイルズの専門分野と、子供のころから魅了されていたフェルマーの最終定理に関わりがあることが判明したためでもあるし、長年未解決だった問題を証明することが彼にとって魅力的だったためでもある。
リベットは後に「ワイルズはおそらくこの地球上で（あの難問に）実際に挑戦して証明できるだなんて夢見るような向こう見ずさを持つ数少ない者のひとりだった」と述べている。:223。

## 証明の発表とその後
1993年の6月21日-23日の間で、ワイルズは半安定楕円曲線に関する谷山・志村予想の証明、すなわちフェルマーの最終定理の証明を発表した。この発表はケンブリッジのアイザック・ニュートン数学研究所で3つの講義に渡って行われた。講義の後には比較的大きな規模の記者会見が行われた。
発表の後、ニック・カッツがワイルズの論文の査読を行うレフェリーの一人として指名された。カッツはレビューにおいて、ワイルズに証明に関する様々な質問をしたが、そのうちにワイルズ自身も認めるギャップが証明に含まれることがわかった。証明の重要な箇所（ある種の群の位数に上限を与える部分）の誤りであり、コリヴァキアン＝フラッハ法を拡張するのに使用したオイラー系が不完全だったというものだった。
ただし、この誤りによってワイルズの仕事が全く役に立たないものになったわけではなかった。ワイルズの証明のそれぞれの部分は単体でも意義深く革新的なものであり、証明の過程で多くの発展や新たなテクニックが見出されていたためである。この誤りに影響されたのは一箇所のみであった:289, 296–297。しかしながら、この一箇所が（誤りによって）証明されないのであれば、フェルマーの最終定理の証明も成されない。
ワイルズはギャップを取り除くのにほとんど1年を費やした。当初は自身で訂正を試みたが、のちにかつての指導学生であるリチャード・テイラーの協力を仰ぐこととなった。1993年の終わりまでに、厳しい視線が注がれるなかでワイルズの証明が失敗したという噂が広がったが、どの程度深刻なのかに関しては知られていなかった。数学者はワイルズに彼の仕事が完全なのかそうでないのかに関わらず彼の証明を公開させるようにプレッシャーをかけ始めた。そうすることでより広い数学者のコミュニティがワイルズの仕事を精査し、利用することができるからである。しかし、誤りが訂正されるどころか、当初はそれほど深刻でないように思われたギャップは実は非常に重要で、取り除くのは容易でないように思われた。
ワイルズによれば、1994年9月19日の朝、彼はほとんど誤りの訂正を諦める寸前で、証明に失敗したことを認める瀬戸際におり、他の数学者が証明を発展させ、誤りを探すことができるように証明の詳細を発表しようとしていた。彼は証明がなぜ不完全だったのかを理解するための最後の確認をしていたが、不意に、コリヴァキアン＝フラッハ法の適用の際に問題となっている部分そのものが（コリヴァキアン＝フラッハ法のアプローチから得た経験を援用することで）岩澤理論の適用を可能にすることに気がついた。それぞれのアプローチは単体では不適切だが、両者のアプローチを組み合わせ、双方のアプローチのツールを使用することでギャップを取り除き、（ワイルズが最初に出した論文では証明が与えられていなかった）すべての場合に有効な類数公式(Class Number Formula, CNF)を与えた。。
"私はデスクに座ってコリヴァキアン＝フラッハ法の確認をしていました。これは私が誤りを訂正できると考えていたからではなく、少なくともなぜこのアプローチが失敗したのか、その理由を説明できるようにしておきたいと考えたからです。すると、突然すばらしいひらめきが頭に浮かびました。コリヴァキアン＝フラッハ法のアプローチは駄目でしたが、そうなっている理由がまさに3年前の岩澤理論のアプローチを適用するのに必要なものだったのです。コリヴァキアン＝フラッハ法のアプローチの灰から問題に対する真の解答が得られたようでした。それは信じられないほど美しく、シンプルでエレガントでした。なぜそんなことを私が見逃していたのかわかりませんが、その箇所を半信半疑で20分見つめました。それからその日は一日中、部屋の周りを歩き回り、そしてデスクに戻ってその箇所がまだそこにあることを確認するということを繰り返しました。それはそこにありました。私は気持ちを抑えることができませんでした。とても興奮していました。私の仕事のうちで、最も重要な瞬間でした。今後、あれほどのことが起こることはないでしょう。"
— アンドリュー・ワイルズ。サイモン・シンによる引用。
1994年10月6日に、ワイルズは3人の同僚（ゲルト・ファルティングスを含む）に彼の新しい証明を査読するように頼んだ。1994年10月24日にワイルズは2つの論文を投稿した。この2つの論文は精査され、最終的に1995年5月にAnnals of Mathematicsで発表された。
- Modular Forms, Elliptic Curves and Galois Representations（モジュラー形式、楕円曲線およびガロア表現）[3]
- Ring theoretic properties of certain Hecke algebras（ある種のヘッケ代数の環論的性質）[4]

後者がワイルズとテイラーの共著で、主論文で訂正が必要だった箇所を修正し、必要な条件が満たされていることを証明したものである。この新しい証明は広く検査され、主な部分に関して正しいものであると受け入れられた。これらの論文は半安定楕円曲線に関するモジュラリティ定理を確立するものであり、遂にフェルマーの最終定理を証明するものであった。フェルマーが予想を書き残してから358年後のことであった。

### その後の発展
フェルマーは、彼の最終定理の書き込みに際して「真に驚くべき証明を見つけたが、それを書くにはこの余白は小さすぎる」と記している。しかし、ワイルズの証明は非常に複雑で、他の多くの数学者の仕事を援用したものであったため、証明の全容を詳細まで理解しているのはほんの数人の数学者だけだ、とまで言われていた。ワイルズの証明を理解するために10日間に渡るカンファレンスがボストン大学で開かれたほどである。このカンファレンスの議事録をもとに出版された書籍は、数論の大学院生を対象として、証明を理解するために必要な前提となる全範囲のトピックを説明することを目的としていた。フェルマーが真に驚くべきと書き残した「証明」が、今日のワイルズによる証明と同様のものだったとは考えにくく、少なくとも公にそう発言している数学者はいない。
ワイルズは谷山・志村予想を楕円曲線の半安定な場合についてのみ証明したので、すべての楕円曲線に関して予想が証明されたわけではなかった。ワイルズの証明から数年後、クリストフ・ブルイユ、ブライアン・コンラッド、フレッド・ダイアモンド、リチャード・テイラー（しばしば「BCDT」と略される）の4人がこの仕事を発展させ、2001年の論文でより一般的なすべての場合について谷山・志村予想を証明した。この証明以後は、谷山・志村予想は「モジュラリティ定理」とも称されている。
2005年にオランダの計算機科学者Jan Bergstraはワイルズの証明をコンピューターで真偽の判定をできるような形にする場合の問題点を発表した。

## ワイルズの証明の概要
ワイルズは半安定楕円曲線に関してモジュラリティ定理を証明し、そこからフェルマーの最終定理が背理法で導かれることを明らかにした。
証明は大きく2つの部分に分かれる。まずワイルズは「保型性持ち上げ定理（英: modularity lifting theorem）」 として知られるリフトに関する一般的な結果を証明する。これにより、楕円曲線に関する問題を、それらのガロア表現に関する問題に変換して証明することができる。後半では、全ての半安定曲線がモジュラーであることの証明を、それらのガロア表現がモジュラーであることを証明する形で行う。
|                                                         | 証明の概要 | コメント |
| 第1部：証明の準備                                       | | |
| 1                                                       | フェルマーの最終定理が偽である、すなわちan + bn = cn を満たす自然数解 a, b, c, n （ただし n > 2 かつ n は素数） が存在すると仮定する。 | 合成数は素数の積で表すことができるので、n が素数の場合のみ考えればよい。 |
| 2                                                       | a, b, c, n に対応するフライ曲線 E を考える。 リベットの定理によると、半安定楕円曲線 E はモジュラーとはならない。 | 半安定楕円曲線が全てモジュラーになること（谷山-志村予想）が証明できれば、矛盾が生じ背理法により当初の仮定（a, b, c, n が存在する）が誤っていること、つまりフェルマーの最終定理が真であることが証明される。 |
| 第2部：保型性持ち上げ定理                               | | |
| 3                                                       | 任意の素数 p > 3 に対する楕円曲線のガロア表現 ρ ( E, p ) は、多くの数学者によって研究されている。 ワイルズはまず、これらの表現について「半安定楕円曲線 E がモジュラーなガロア表現 ρ ( E, p ) を持つならば、E 自体もモジュラーである」という定理の証明を目指す。 この定理には二つの利点がある。まず、数え方やマッチングが簡単になる点。そして、この素数 p は自由に選んでよいという点である。 この証明はこの問題の最も難しい部分で、より厳密には「ガロア表現 ρ ( E, p ) がモジュラー形式であれば、他の全ての関連するガロア表現 ρ ( E, p∞ )（ p の全ての冪）もモジュラー形式である」という証明をすることになる。これはいわゆる「保型性持ち上げ問題」であり、ワイルズは変形を使ってこれに取り組んだ。 楕円曲線（または楕円曲線の表現）は、可約または既約のいずれかに分類できる。楕円曲線の表現が可約かどうかで、証明の仕方が少し違ってくる。 | 楕円曲線とモジュラー形式を直接比較することは難しく、過去に楕円曲線とモジュラー形式を数え上げ、マッチングさせる試みはすべて失敗している。しかし、楕円曲線はガロア理論における表現が可能である。ワイルズは、楕円曲線そのものではなく、それら表現を使って作業すれば、楕円曲線の数え上げとモジュラー形式とのマッチングがはるかに容易になることに気づいた。これ以降、証明は主に以下のことを目指す。 1. 半安定楕円曲線の幾何学的ガロア表現がモジュラー形式ならば、曲線自体もモジュラー形式である。 2. 全ての半安定楕円曲線の幾何学的ガロア表現はモジュラーである。 これらの証明により（楕円曲線そのものを直接扱う代わりにそれらの表現を扱えるようになるので）目指す目標は、半安定楕円曲線の幾何学的ガロア表現のモジュラリティを証明することへと変わる。ワイルズはこの実現を "key breakthrough" と表現している。 楕円曲線のガロア表現は G → GL(Zp) である。楕円曲線の幾何学的ガロア表現がモジュラー形式であることを示すには、正規化固有形式であってその固有値（そのフーリエ級数の係数でもある）が有限個の素数を除くすべての素数に対して合同関係を満たすものを見つける必要がある。 |
| 4                                                       | ワイルズの最初の戦略は、帰納法と類数公式を用いた数え上げとマッチングである。 | ワイルズはこの分野で、最初は horizontal Iwasawa theory で、後にはコリヴァギン・フラッハ法の拡張で困難に直面することになった。ワイルズのコリヴァギン・フラッハ法の拡張は、主に、彼が使う完全な類数公式を証明するためにコリヴァギン・フラッハ法を十分に強くすることに関連していた。その後、どちらのアプローチも単独では半安定楕円曲線の全種類をカバーできる類数公式を生成できないことが判明し、1995 年の彼の証明の最後のピースは、コリヴァギン・フラッハ法の技術で岩澤理論を強化すれば成功することを理解したことだった。 |
| 6                                                       | この時点で、ガロア表現に関する重要なポイントが証明されたことになる。 半安定楕円曲線 E の幾何学的ガロア表現 ρ(E, p) が既約かつモジュラーとなる素数 p > 2 が存在するならば（厳密には他にも条件がある）、E はモジュラーである。 これがワイルズの保型性持ち上げ定理であり、当時としては画期的な大成果であった。 | これの嬉しい所は、自由に素数 p > 2 を選んで証明すれば全ての素数 > 2 について言えたことになる所である。 これにより一つの素数 p を用いて全ての楕円曲線がモジュラーであることを証明できる可能性が出てきた。もし仮に一つで上手く行かなかったとしても、その時々に応じて p を変えてやれば上手くいく可能性が残されている。 証明は全ての半安定楕円曲線 E のガロア表現を対象としなければならないが、個々の曲線については、一つの素数 p を用いてモジュラーであることを証明すればよい。 |
| 第3部：全ての半安定楕円曲線がモジュラーであることの証明 | | |
| 7                                                       | 保型性持ち上げ定理が証明されたので、元の問題に戻ろう。半安定楕円曲線をガロア表現の可約性に基づいて分類し、その結果に保型性持ち上げ定理を適用する。 既に述べたように、表現にはどの素数を用いてもよいので、今回は最も簡単になる素数を選ぶことにする。3 は（2 より大きい）最小の素数であり、ρ(E, 3) を使った楕円曲線の表現については既に研究が存在するので、素数として 3 を選ぶことは出発点として有用であろう。 ワイルズは、表現 ρ(E, 3) が既約である場合は素数 p = 3 を選び、ρ(E, 3) が可約である場合は p = 5 を選ぶ方が（それがモジュラーであることの）証明が簡単になることを発見した。つまり、この時点で証明は二つに分かれる。 | この証明のように p = 3 と p = 5 の二つを用いる手法は "3/5 switch" と呼ばれるもので、1993 年に Mazur の論文でワイルズが注目した手法だが、それ自体は 19 世紀までさかのぼることができる。 p = 3 と p = 5 の切り替えは、その後それ自体で重要な研究領域を開いた（セールの保型性予想を参照）。 |
| 8                                                       | まず ρ(E, 3) が既約な場合を考える。 この場合 ρ(E, 3) が常にモジュラーとなることは 1980 年頃から知られていた。そのため保型性持ち上げ定理から E がモジュラーとなることが直ちに従う。 | 1980 年代初頭にラングランズとタネルが 2 つの論文で証明している。この証明は ρ(E, 3) が 1 変数の一般的な4次方程式と同じ対称群を持っていることに基づいており、当時モジュラーであることが知られていた数少ない一般クラスのディオファントス方程式の一つであった。 この p = 3 の既存の結果はワイルズのアプローチにとって重要であり、最初に p = 3 を用いた理由の1つである。 |
| 9                                                       | 次に ρ(E, 3) が可約な場合を考える。 ワイルズは ρ(E, 3) が可約な場合、代わりに ρ(E, 5) に保型性持ち上げ定理を適用する方が（常にモジュラーであることの）証明が簡単になることを発見した。 | 既約でないので保型性持ち上げ定理は適用できない。そこで今度は一つ大きい素数 p = 5 を用いて攻めてみることにする。しかし ρ(E, 5) が常にモジュラーであることを証明するのは、そのままでは絶望的に見える。これは一般的な五次方程式が冪根によって解けないのと同じ理由である。そこでワイルズは上手い方法を見つける必要があった。 |
| 9.1                                                     | ρ(E, 3) と ρ(E, 5) がともに可約ならば、ρ(E, 5) は常にモジュラーとなることをワイルズは直接証明した。 | |
| 9.2                                                     | 最後のケースは ρ(E, 3) が可約かつ ρ(E, 5) が既約な場合である。 この場合、ρ(F, 3) が既約で、かつ ρ(E, 5) と ρ(F, 5) が同型表現である別の半可換楕円曲線 F が常に見つけられることがワイルズによって示されている。 - ρ(F, 3) が既約なので F はモジュラーである。 - F がモジュラーならば、ρ(F, 5) もモジュラーである。 - すると、p = 5 を持つ E と F の表現は全く同じ構造であるから、ρ(E, 5) もモジュラーでなければならない。 | |
| 9.3                                                     | 従って、ρ(E, 3) が可約であれば、ρ(E, 5) は常にモジュラーであることが証明された。 | このステップでは、保型性持ち上げ定理の真価が発揮される。 |
| 結論                                                    | | |
| 10                                                      | これで ρ(E, 3) が既約であろうとなかろうと、E（半安定楕円曲線であれば何でもよい）は常にモジュラーであることが証明された。このことは、全ての半安定楕円曲線はモジュラーであることを意味する。 これは次のことを証明している。 1. 半安定楕円曲線に対する谷山-志村予想。 2. 背理法よりフライ曲線は存在せず、フェルマーの最終定理は真である。 | もしフェルマーの最終定理が偽ならば、モジュラーであり（ワイルズによる結果）かつモジュラーでない（リベットの定理）半安定楕円曲線を作れることを証明したので、背理法により真であることが証明された。両方にはなりえないので、そのような曲線は存在しないというのが唯一の答えである。 |

## ワイルズの証明の数学的詳細

### 概要
ワイルズは楕円曲線をモジュラー形式の可算集合にマッチングさせることを試みた。彼はこの直接的なアプローチがうまくいかないことを発見し、代わりに楕円曲線のガロア表現をモジュラー形式にマッチングさせることで問題を変換した。ワイルズはこのマッチング（または写像）を、より具体的には環準同型と表現している。
{\displaystyle R_{n}\rightarrow \mathbf {T} _{n}.}
{\displaystyle R}は変形環であり、{\displaystyle \mathbf {T} }はHecke ring（局所的にコンパクトな群のヘッケ代数）である。
ワイルズは多くの場合、この環の準同型が環の同型になりうるという洞察を得た（1995年の論文の第2章§3の予想2.16）。彼は{\displaystyle R}と{\displaystyle \mathbf {T} }間の写像が、理論に現れる二つのアーベル群が有限で同じ濃度を持っている場合にのみ同型性であることに気がついた。これは「数的基準」と呼ばれることもある。この結果、フェルマーの最終定理は、2つの群が同じ位数を持つという記述に還元される。この証明の文章の多くは、環論や並べ換え理論に関連する話題や定理へとつながっている。Wilesの目標は、写像{\displaystyle R\to \mathbf {T} } が同型であることを検証し、最終的に{\displaystyle R=\mathbf {T} } とすることであった。変形を扱う際、ワイルズは4つのケースを定義したが、平坦の変形ケースは証明に手間がかかり、同巻の別論文「あるヘッケ代数の環論的性質」で扱われている。
ゲルト・ファルティングスは、その会報で次の可換図式を与えている(p. 745)。
あるいは究極的には{\displaystyle R=\mathbf {T} } となり、完全交差であることが示される。ワイルズは{\displaystyle R=\mathbf {T} } を直接示せなかったので、{\displaystyle \mathbf {Z} _{3},\mathbf {F} _{3}} と {\displaystyle \mathbf {T} /{\mathfrak {m}}}  による lifts でそれを実現した。
このマッチングを行うために、ワイルズは類数公式（CNF）を作成する必要があった。当初、水平方向の岩澤理論を使おうとしたが、その部分には未解決の問題があり、CNFを作成することはできなかった。1991年の夏の終わりに、ヴィクター・コリヴァギンとマティアス・フラッハが開発した、証明の誘導部分に「ぴったり」であり、CNFを作成するために使用できるようなオイラー系 について知り、ワイルズは彼の証明が必要とするCNFを作成するために、岩澤研究を置いて、Kolyvaginとフラッハの仕事を拡張し始めることにした。 1993年の春までに、研究は楕円曲線のいくつかの族を除いてすべてカバーしており、1993年の初めには、ワイルズは成功が近いことを確信して、信頼できる同僚に秘密を打ち明けた。彼の研究はコリヴァギン–フラッハのアプローチに大きく依存しており、それは数学にとってもワイルズにとっても新しいものであり、ワイルズ自身それを拡張していたので、1993年1月にはプリンストン大学の同僚ニック・カッツに、研究に微妙な間違いがないか見直すのを手伝ってくれよう依頼した。当時の彼らの結論は、ワイルズが使った技法は正しく機能しているようだというものだった。:261-265
コリヴァギン–フラッハ法の使用は、後に元の証明提出における失敗のポイントであることが判明し、結局彼は岩沢理論とリチャード・テイラーとの共同作業に戻して修正しなければならなくなった。1993年5月、Mazurの論文を読んでいたWilesは、3/5スイッチで最後の問題が解決し、その後すべての楕円曲線をカバーできることを洞察した。

### 一般的なアプローチと戦略
有理数の体Q 上の楕円曲線 Eが与えられたとき、すべての素数乗 {\displaystyle \ell ^{n}} に対して、絶対ガロア群
{\displaystyle \operatorname {Gal} ({\bar {\mathbf {Q} }}/\mathbf {Q} )}
から
{\displaystyle \operatorname {GL} _{2}(\mathbf {Z} /l^{n}\mathbf {Z} ),}
の 準同型が存在する。
は、{\displaystyle \ell ^{n}}の法を整数とする2×2行列のinvertible群である。
これは{\displaystyle E({\bar {\mathbf {Q} }})}, 即ち {\displaystyle {\bar {\mathbf {Q} }}}上のEの点は  アーベル群をなし、その上には {\displaystyle \operatorname {Gal} ({\bar {\mathbf {Q} }}/\mathbf {Q} )} が作用しているからである：  {\displaystyle \ell ^{n}x=0}なるxのなす部分群は  {\displaystyle (\mathbf {Z} /\ell ^{n}\mathbf {Z} )^{2}}, であり、この群の automorphism は既に説明したタイプの行列である。
これはアイヒラーや志村にさかのぼる。 ガロア群は、まずモジュラー形式が定義されたモジュラー曲線に作用し、次にその曲線のヤコビアン・バラエティに作用し、最後にそのヤコビアンの{\displaystyle \ell ^{n}}乗次点に作用する。 結果として得られる表現は通常2次元ではないが、Hecke operatorが2次元の部分を切り出している。 これらの表現がある楕円曲線に由来することを証明するのは簡単だが、その逆を証明するのは難しい。
楕円曲線から直接モジュラー形式へ行こうとするのではなく、あるℓとnに対して{\displaystyle (\mathrm {mod} ,\ell ^{n})} 表現へ行き、そこからモジュラー形式へ行けば良い。 ℓ = 3 and n= 1の場合、 Langlands-Tunnell theorem の結果、 Q 上の任意の楕円曲線の {\displaystyle (\mathrm {mod} ,3)} representation は、あるモジュラー形式から来ることがわかる。 基本的な戦略は、ℓ = 3 と任意の n に対してこれが正しいこと、つまりすべての n に対して有効な単一のモジュラー形式が存在することを n の帰納法を用いて示すことである。 そのためには、{\displaystyle (\mathrm {mod} \,\ell ^{n})} をlift できる方法の数を比較する、計数論的な議論を用いる。\のGalois表現を{\displaystyle (\mathrm {mod} \,\ell ^{n+1})} にできる数と、{\displaystyle (\mathrm {mod} \,\ell ^{n})} モジュラー形式を持ち上げられる数とを比較する。
重要な点は、ガロア表現に十分な条件を課すことである。さもなければ、リフトが多すぎて、ほとんどがモジュラー形式にはならない。  この条件は、モジュラー形式から来る表現と楕円曲線から来る表現で満たされる必要がある。

### 3-5トリック
この場合、最後のトリックがある。これはその後のSerre予想 (整数論)の研究でより一般的に研究されるようになった。これは{\displaystyle (\mathrm {mod} ,3)}と{\displaystyle (\mathrm {mod} ,5)}表現の間の相互作用に関わるアイデアである。特に、Q 上の半安定楕円曲線 E に関連する mod-5 Galois 表現 {\displaystyle {\overline {\rho }}_{E,5}}  が既約であるならば、その関連 mod-5 Galois 表現 {\displaystyle {\overline {\rho }}_{E',5}}  が {\displaystyle {\overline {\rho }}_{E,5}} に同型であり、その関連する mod-3 Galois 表現 {\displaystyle {\overline {\rho }}_{E,3}} が既約（したがって Langlands-Tunnell によるモジュール）であるようなものを超える E' である。

### Wilesの証明の構成
Wilesの証明の構成は以下の通り。
1995年に発表された108ページの論文で、ワイルズは主題を以下の章に分割している（ここではページ番号で先行）。
はじめに
443
第1章
455 1.ガロア表現の変形
472 2.コホモロジー群のいくつかの計算
475 3.GL2(k)の部分群に関するいくつかの結果
第2章
479 1.ゴレンシュタインの性質
489 2.ヘッケ環間の合同性
503 3.主な予想
第3章
517 セルマー群の推定値。
第4章
525 1.通常のCMの場合
533 2.ηの計算
第5章
541楕円曲線への応用
付録
545 ゴレンシュタイン環と局所的完全交点について
その後、ゲルト・ファルティングスは1995年の証明にいくつかの簡略化を施し、主に幾何学的な構成からより単純な代数的なものに切り替えた。  コーネル会議の本には、元の証明に対する簡略化も含まれていた。

### 文献の概要
ワイルズの論文は100ページを超えるもので、群論、代数幾何、可換環論、ガロア理論の専門的な記号や表記がよく使われている。ワイルズの基礎作りに貢献した数学者たちは、しばしば新しい専門的な概念や技術的な専門用語を生み出している。
紹介されたものの中には、Ribetが1993年に送ったメールもある。 Hesselinkのトップレベルの問題のクイックレビューでは、初等代数だけを与え、抽象代数を避けている；あるいは、DaneyのWebページでは、彼自身のノートとこのテーマで入手できる最新の書籍のリストを提供している。Westonは科目間の関係のいくつかの便利な地図を提供しようと試みている 。F. Q. Gouvêaの必修項目のいくつかを見直した、1994年の論文「A Marvelous Proof」はLester R. Ford賞を獲得した。 Faltingsのこの問題に関する5ページの技術速報は、非専門家向けに証明について素早く技術的にレビューしている。市販のガイド本を探している人には、抽象代数に詳しい人はHellegouarchを読んで、次にコーネルの本は「整数論の大学院生」にも理解できるとされている。しかしながら、コーネルの本はワイルズの証明の全てを網羅しているわけではない。

### ワイルズの証明の解説
- Overview of Wiles proof, accessible to non-experts, by Henri Darmon
- very short summary of the proof by Charles Daney
- 140 page students work-through of the proof, with exercises, by Nigel Boston